# Лід X
Лід X — кубічна форма льоду, утворюється так само, як і лід VII. Він має потрійну точку з льодом VII і льодом VIII при температурі 100 К і тиску 62 ГПа.
Лід X належить до кубічної просторової групи. Його структура складається з об’ємноцентрованої кубічної упаковки атомів кисню, кожен з яких з’єднаний з чотирма атомами водню, розташованими посередині між двома сусідніми атомами кисню. Таким чином, кожен атом водню в структурі має два симетричні зв’язки O–H з двома різними атомами кисню. Це призводить до того, що молекулярний характер, який спостерігався на попередніх фазах льоду, зникає в льоду X. Симетричну структуру льоду X спочатку передбачив Хольцапфель, а потім за допомогою експериментальних досліджень прийшли до цього Хірш та Хольцапфель.
Було запропоновано дві «форми» структури льоду X, а саме «невпорядкований лід X» і «впорядкований лід X». У невпорядкованому льоду X атоми водню можна знайти в потенціалі подвійної ями, де атоми водню можуть тунелювати вперед і назад між двома мінімумами. Таким чином, атоми водню можуть знаходитися в двох енергетично еквівалентних місцях. У цьому випадку «половинне положення» є результатом статистичного усереднення атомів водню, які делокалізовані в неглибокому потенціалі подвійної ями. Зі збільшенням тиску відстань O–O зменшується, і потенціал подвійної ями перетворюється на потенціал одної ями, створюючи впорядкований лід X, де атоми водню можуть бути знайдені в одній позиції, при цьому атом водню локалізований в одноямний потенціал. Об’ємноцентрована кубічна киснева решітка зберігається в обох структурах. Вважається, що послідовність фазових переходів при низьких температурах слідує маршруту лід VIII — невпорядкований лід X — упорядкований лід X.